# San Felipe (Yucatán)
San Felipe es un puerto del estado mexicano de Yucatán y cabecera del municipio del mismo nombre, localizado en la costa norte del estado, en el Golfo de México. Es un puerto dedicado fundamentalmente a la pesca. El puerto fue fundado bajo el nombre de Actam Chuleb.

## Historia
Hace unos 200 años (aproximadamente), un grupo de pescadores provenientes de algún puerto del poniente, quizás Santa Clara o Dzilam de Bravo, hacían un viaje de pesca. Por alguna razón decidieron arribar a la playa. Algunos dicen que la razón fue el mal tiempo.
Al llegar a la playa, los hombres escucharon el canto del chuleb, ave nativa del área. Estos fueron hacia los pájaros y encontraron ahí un manantial de agua dulce, bautizando a este lugar con el nombre de Actam Chuleb (del maya: Aktáan Chuleb ‘Enfrente o delante del chuleb’). Dicho manantial es ahora un pozo ubicado en el parque principal de la población.
La abundante pesca de aquel entonces hizo posible que después de eso los hombres regresaran al lugar, ocupándolo de manera temporal como un campamento de pesca, tal como lo hacen hoy en día los pescadores en playas de la costa sanfelipense como Bachul o Chisascab.
Al explorar el lugar encontraron buenas tierras para el cultivo y para la caza, además de la abundante pesca y el agua dulce, así que algunas familias se instalaron en el lugar. Inicialmente estas provenían de lugares como Dzidzantún, Dzilam y otros lugares cercanos.
Con la buena pesca de la zona la gente llegó de varios lugares como Panabá y Sucilá, entre otros. Gente de Panabá, atraída por la pesca abundante, la cercanía a sus ranchos o por la simple novedad de la nueva población, se instaló en el puerto. En algunos casos estas personas se regresaron a Panabá. Esto nos explica el motivo de que muchas personas de Panabá dicen haber vivido en San Felipe.
Actam Chuleb cambió su nombre por el de San Felipe, en honor a San Felipe de Jesús, y se hace referencia a esto porque el día 5 de febrero (día del santo Felipe de Jesús) de 1853 se separa San Felipe de Panabá y pasa a formar parte del partido de Tizimín.
Al fomentarse la población, esta creció con gente inmigrante de varias partes. El puerto contaba en aquel entonces con dos calles formando una cruz. Para comunicarse la gente caminaba por las calles hechas de arena, posteriormente fueron de sascab, y al ir creciendo la población se hicieron pequeños puentes que cruzaban los ocaes (brazos de agua a forma de pequeños ríos que se encuentran entre los manglares) para llegar a otras partes de la población. Además gran parte de lo que ahora es el malecón del puerto era una playa.

## Leyenda
Otras versiones refieren la leyenda: tres aventureros españoles, en la época de la conquista de Yucatán, Francisco, Celso y Felipe, descubren un cementerio de nobles mayas de Chichén Itzá y huyen con tesoros que hallan enterrados. Otros compañeros les dan alcance y riñen. Celso y Francisco mueren, mientras Felipe alcanza el litoral norte y entierra las joyas en la playa de Actam Chuleb, antes de ser también sacrificado. Nunca nadie encontró el tesoro. Tiempo después de su muerte, se funda en dicha playa el puerto que lleva el nombre del aventurero español. Sin embargo el nombre de esta comunidad se le asignó como referencia al santo San Felipe de Jesús.

## Localización
San Felipe se encuentra localizado a 11 kilómetros al oeste de Río Lagartos y en la entrada del estero Ría Lagartos, mundialmente famoso por las concentraciones de flamingos rosados que en el tienen lugar, desde San Felipe el estero corre paralelo a la costa del Golfo de México hasta el puerto de El Cuyo. En su origen, la mayor parte de las casas de San Felipe estaban construidas de madera de cedro y barnizadas fuertemente para que pudieras resistir la humedad y la sal de la costa, sin embargo la mayor parte de estas construcciones fueron destruidas por el Huracán Gilberto en 1988.
En la actualidad San Felipe ofrece muchos servicios para el turismo ecológico y de aventura, como alojamiento, excursiones en lancha por el estero para observar las aves, así como sus playas.

## Hermanamientos
La ciudad de San Felipe (Yucatán) está hermanada con las siguientes ciudades
|                      | País      |  | Ciudad     |  | Condado / Distrito / Región / Estado | Año    | Ref.             |
| -------------------- | --------- |  | ---------- |  | ------------------------------------ | ------ | ---------------- |
| Bandera de Francia   | Francia   |  | Nantes     |  | Países del Loira                     | (2008) | [ 7 ]            |
| Bandera de Venezuela | Venezuela |  | San Felipe |  | Yaracuy                              | (2008) | [cita requerida] |